# Marani (Abjasia)
Marani (en georgiano: მარანი; en armenio: Աբլուխվարա) o Papaa (en abjasio: Папаа) es una aldea que pertenece a la parcialmente reconocida República de Abjasia, parte del distrito de Gulripshi, aunque de iure pertenece al municipio de Gulripshi de la República Autónoma de Abjasia de Georgia.

## Toponimia
Hasta el 3 de septiembre de 1948, la aldea se llamaba Kartuli Poltava (en georgiano: ქართული პოლტავა).

## Geografía
Marani se encuentra en las estribaciones de los montes de Abjasia, cerca de la cabecera del río Machara. La aldea se encuentra a 28 km de Gulripshi y se administra desde el pueblo de Tsebelda. 